# 飛鼠裝滑翔運動

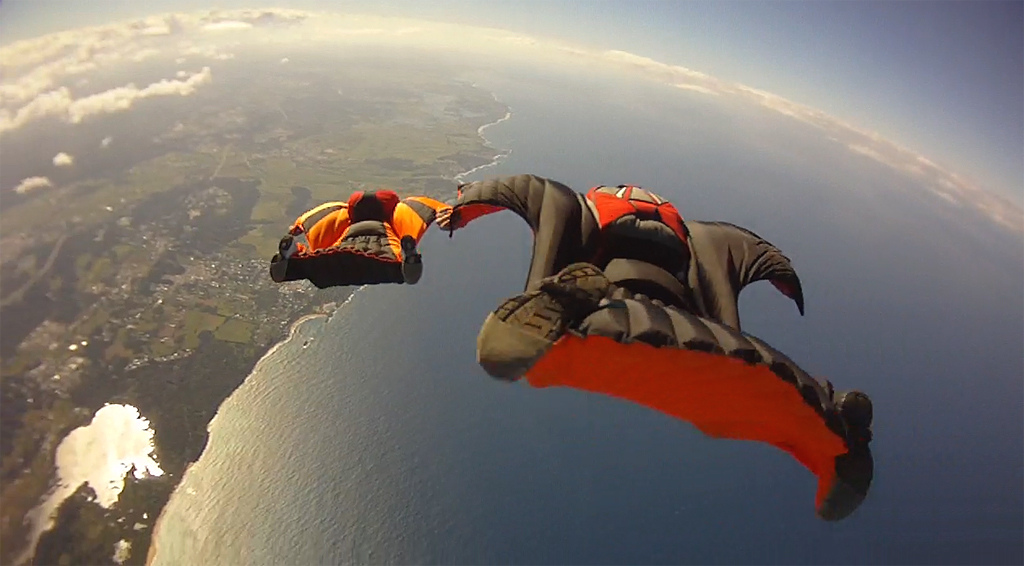
海岸線上方的飛鼠裝滑翔隊形

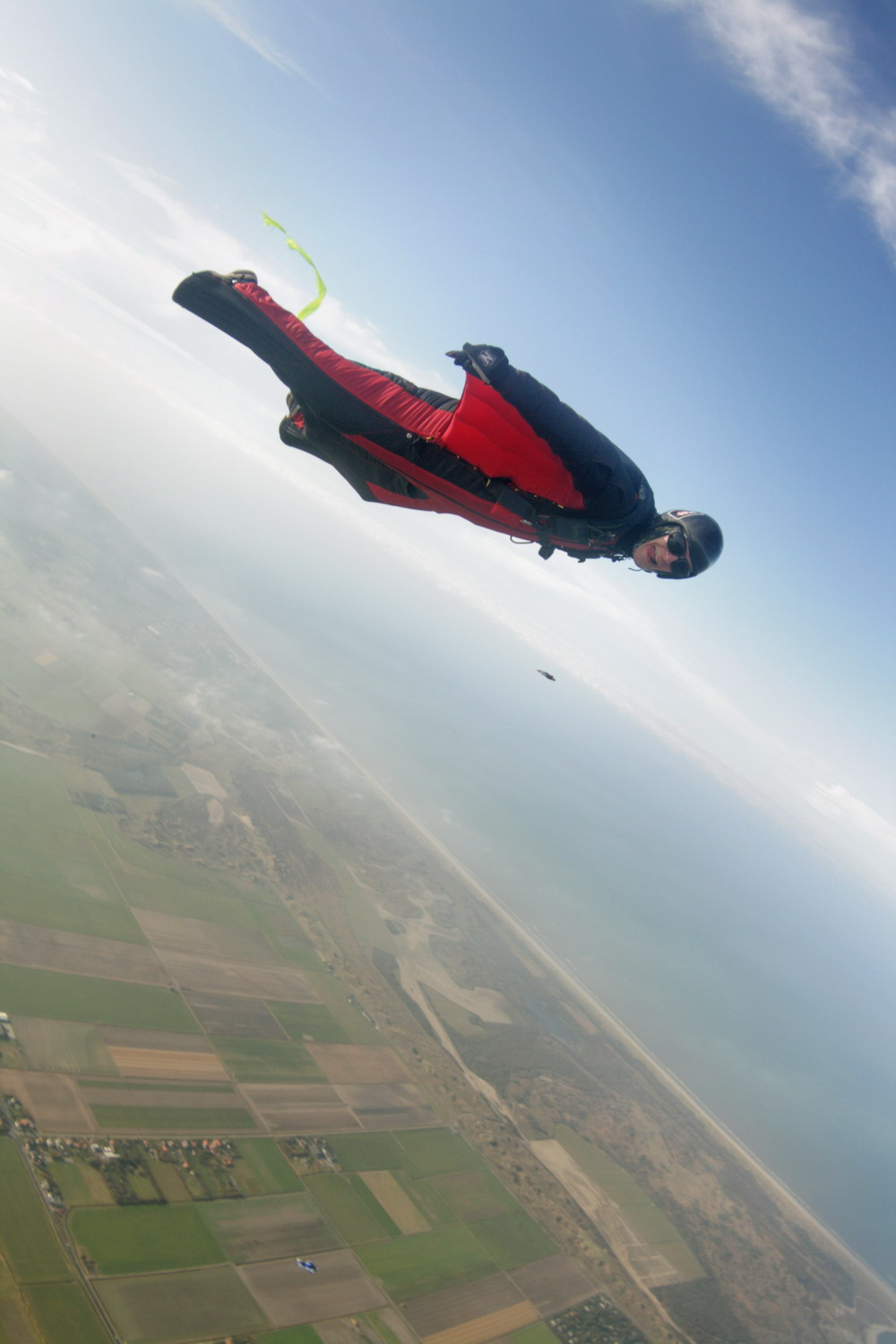
荷蘭天空上的飛鼠裝運動員

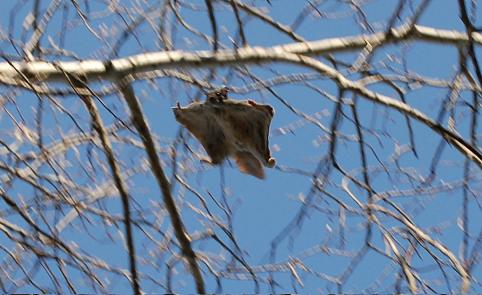
飛鼠裝滑翔運動原理模仿自飛鼠滑行動態

飛鼠裝滑翔運動（Wingsuit flying or wingsuiting）又稱翼裝飛行，是一種人體飛行運動項目，它使用一種特殊跳傘裝備，稱之為飛鼠裝（wingsuit），從外觀上而言它增強人們想要運用身體飛行的意義。最新式的飛鼠裝設計方面：羽翼的設計上在腳部之間以及手臂下方都連結著翅膜。飛鼠裝有多種類型，一種分類是飛行者型（birdman suit）或者是飛鼠型（squirrel suit）兩種，不過這裡全部概稱這種裝備為飛鼠裝。由於這個運動危險性從中度到極高，並不適合在定點跳傘方面推廣，即使從飛機上跳傘仍舊非常危險，並且容易造成意想不到的傷害，但仍有冒險家趨之若鶩。另一種是分為无动力翼装飞行和有动力翼装飞行。有动力翼装飞行是指在飞行时所穿戴的设备上安装有发动机等动力装置；而无动力翼装飞行則沒有動力裝置，全靠自身人體來控制飛行方向。
飛鼠裝的滑翔從開始到結束降落地面的條件，如同极限跳伞與定点跳伞這樣運動一樣，必須要提供高海拔處並且允許開展降落傘的位置，方能夠使用這套裝備來進行滑翔。
飛鼠裝的飛行員的降落傘裝備原本是為了极限跳伞以及定点跳伞這兩主運動而設計的。飛行員在高海拔處降落並且拉開他的手背上的飛翼進行滑翔以及打開降落傘著陸。
翼装飞行也被广泛认为是世界上最危险的极限运动，目前，全球仅有大约600名翼装飞行运动员。在有翼装飞行圣地之称的瑞士劳特布龙嫩，至少已有28个人因这项运动而丧生，其中喪命人數依舊持續攀升。

## 中文翻譯

飛鼠裝定點滑翔、跳傘著陸全過程圖解：(1) 下躍 →(2) 滑翔 →(3) 開傘 →(4) 著陸。

現行wingsuit flying英文名稱於兩岸的翻譯名稱差異極大，中國大陸多數採用直譯名稱翼裝飛行，台灣則使用飛鼠裝滑翔。兩種名稱都可以通行在中文地區。但是在中文意義上而言：飛行與滑翔是不一樣的概念，飛行與滑翔在英文中都是叫flying，但是中文翻譯成翼裝飛行則文法上似乎不通；比較適合翻譯成翼裝滑翔。

## 歷史

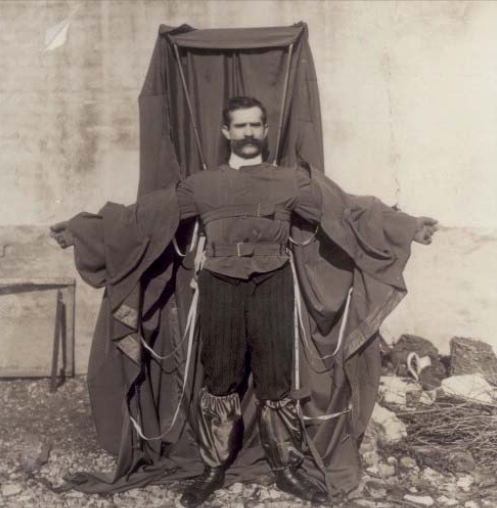
弗兰兹·瑞切特穿上他的降落傘裝備（parachute suit）

飛鼠裝打從一開始就是危險非常並且殞命機率大的活動，最早企圖嘗試飛鼠裝滑翔運動的是1912年2月4日由一位33歲法國裁縫師，名為弗兰兹·瑞切特（Franz Reichelt）做成了最早的類似飛鼠裝的降落傘裝備，他從艾菲爾鐵塔跳下來測試他的降落傘與人造翅膜組合起來之發明，這是類似於現代的飛鼠裝，同時也是這種極限運動的濫觴。他說他將要進行一個假人的試驗而把守衛們給蒙蔽過去。弗兰兹·瑞切特猶豫相當長的一段時間他才往下跳，連帶得他的頭部首先撞擊地面，在冰凍的地上撞出了一個相當大的窟窿，然而驗屍報告卻顯示出他在撞擊到人行道上前是死於心臟麻痺。關於他的試驗飛行膠卷今日依然被保存著。
1930年代飛鼠裝也被運用在水平的滑行試驗裡。在1930年第一位使用飛鼠裝的是一名19歲美國人，名為雷克斯·芬尼（Rex G Finney），來自加州洛杉磯，在跳傘的期間試圖做出提升水平滑行和機動性的試驗。早期飛鼠裝是使用像是帆布、木材、丝帛、鋼材，以及鯨須這些材料製作而成。它們不是非常可靠，雖然有些“飛行者（birdmen）”，特別是克莱姆·索恩與里歐·瓦倫泰，聲稱已滑行數英里。

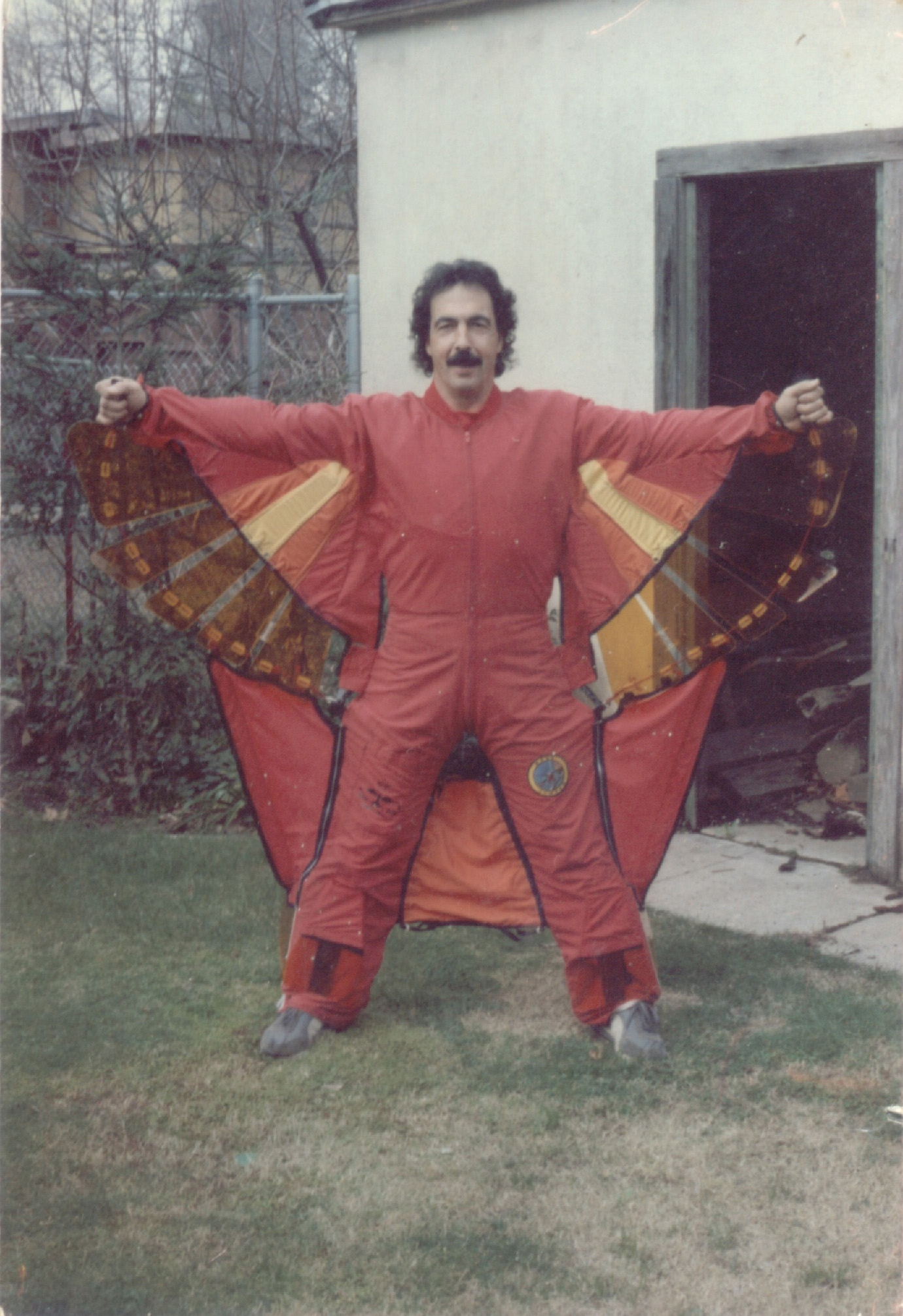
約翰·卡塔身著蝙蝠裝（bat wings），今日的飛鼠裝雛型。

在1990年代中期，現代飛鼠裝是由法國跳傘運動選手帕特瑞克·德·戈亚尔顿所開發的，從約翰·卡塔使用的式樣改造而來。 在1997年，保加利亞人塞米·波波夫（Sammy Popov）設計與构筑一款式樣的飛鼠裝，其擁有較大的翅膜，在大腿與胳膊之間有更長的翅膜。他飛鼠裝的原型是在博尔德城 (内华达州)開發得。他的飛鼠裝試驗位於拉斯維加斯垂直風洞的拉斯維加斯跳傘中心（Flyaway Las Vegas）進行。同年10月，波波夫的飛鼠裝首先飛越內華達州吉恩，但它從來沒有進入商業化生產階段。波波夫的設計在建立提升力方面做出很大的改善；它能夠減緩垂直速度30千米每小時，同時橫向滑行速度超過300千米每小時。另外10月31日，戈亚尔顿向記者展示他的飛鼠裝，進行前所未有且安全的滑翔表演。到了1998年，查克〝達凱〞瑞格斯（Chuck "Da Kine" Raggs）開發了一個新式樣的飛鼠裝，它是在翅膜翼型內組裝了硬質肋骨。雖然這些更加強化的翅膜能夠在滑翔的時候更佳的維持它的形狀，如此的製作反而使飛鼠裝重量加重而更難以滑翔。瑞格斯的設計也從未進入商業化生產。戈亚尔顿於同年4月13日在夏威夷測試他對他的跳傘裝備所做的新改裝時身亡。這起意外通常被歸咎於新改裝在固定上發生了錯誤，而非跳傘裝備設計上的瑕疵。1999年8月，波波夫與瑞格斯首次共同進行飛鼠裝滑翔，二人在昆西 (伊利诺伊州)舉辨的世界自由落體大會（World Free-fall Convention）上肩并肩地展示他們的設計。這兩種設計表現不錯。在相同的情況下，作了多種編隊的飛鼠裝跳傘，其中包括戈亚尔顿所設計、波波夫所設計，以及瑞格斯所設計的裝備。

### 商業化時代

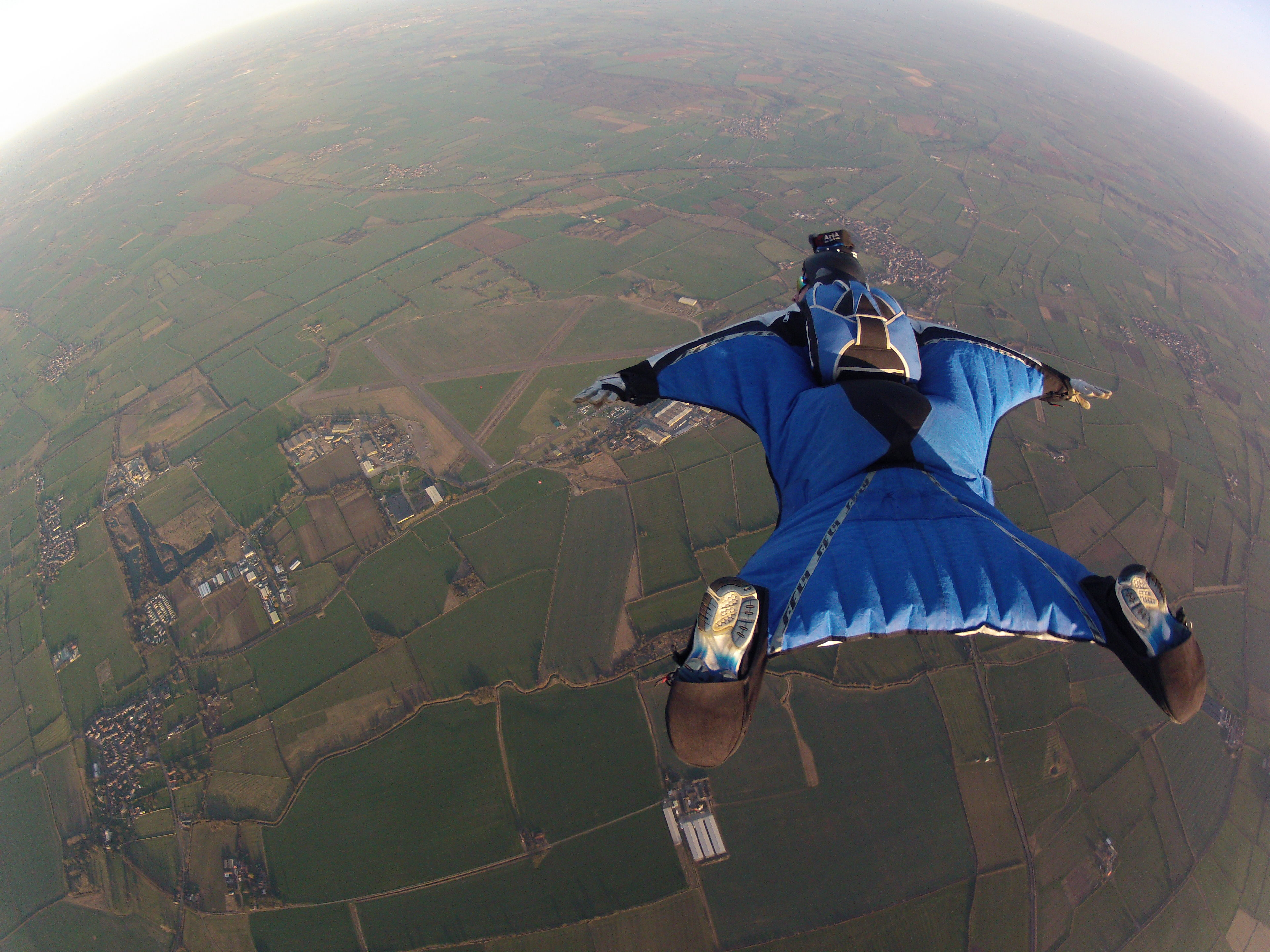
英國田野上空的飛鼠裝飛行員

1999年，芬蘭的亚力·阔斯曼和斯洛維尼亞的罗伯特·佩尼克（Robert Pečnik）聯手創建一個對於所有跳傘運動員既安全且合宜的飛鼠裝。闊斯曼因而建立了飛行者國際有限公司（Bird-Man International Ltd）。在同一年，飛行者公司的“經典（Classic）”，由佩尼克所設計，是第一個提供可以讓一般大眾跳傘用的飛鼠裝。飛行者公司藉由創立教練員程序規畫而成為了第一家提倡飛鼠裝的安全使用之製造業者。通過闊斯曼的創建，教練員程序規劃的宗旨是要屏除飛鼠裝是非常危險的污名並且提供飛鼠裝初學者（通常，跳傘運動員最起碼要200次跳傘）予以一種安全的方式來享受曾經在高空跳傘的世界被認為是最危險的壯舉。隨著飛行者公司教練員史考特·坎波斯（Scott Campos）、查克·布魯（Chuck Blue）以及金恩·格里芬（Kim Griffin）的協助，發展出了預備教練員教導標準化程序。
鳳翔公司（Phoenix-Fly）、如身翱翔公司（Fly Your Body），以及奈特罗帆具公司（Nitro Rigging）也已經制定了教練員培訓程序規劃。
儘管這培訓與規範的推出，飛鼠裝定點跳傘（Wingsuit BASE jumping, WiSBASE）仍然是一個危險至極的消遣。科羅拉多大學在2012年的研究發現飛鼠裝定點跳傘每1000次跳傘約有2次重傷的機率，或是隨著跳傘運動員每500次跳傘他們要平均承擔1次重傷的可能。

## 裝備的設計

飛鼠裝設計圖稿

現今飛鼠裝在設計上採用多種材料的組合來製作成類似飛機机翼（將飛鼠裝攤開來的樣子）的形狀。這件裝備外表主要接觸面通常由防撕裂尼龍的材質製作而成，並運用各種材料強化飛鼠裝翅膜或翼膜的前緣，以此作為減少空氣阻力。
- 左側圖片中，位於左方的三翼式飛鼠裝（飛行者型）具有三個單獨沖壓進氣口的翅膜，其設計配置上分別是連接在左右兩邊手臂下方到大腿之間（兩個翅膜）和兩腿之間（一個翅膜）。

- 左側圖片中，位於右方的單翼式飛鼠裝（飛鼠型）設計上將整個裝備合併成一體化的大型翅膜。

具有平滑的翅膜前緣特別重要，因為它是造成最大的升力和最大的阻力來源。在目前飛鼠裝的設計中，當保持裝備內部較高壓力的同時漸少翅膜入口阻力也是很重要的考量因素。有關於飛鼠裝翅膜進氣口的數量及其位置會因為裝備種類不同而在設計上有所差異。當飛鼠裝飛行員以臉部朝上的方向進行“back flying（回飛）”時，以側重自由式滑翔為發展重點的飛鼠裝，其通常會在裝備的後方接觸面設有進氣口以維持內部壓力。

## 世锦赛
首届翼装飞行世锦赛于2012年10月在中国的张家界举行，南非选手朱力安·布勒（Julian Boulle）以23秒410的成绩获得冠军。第二届比赛于2013年再次在张家界举办，匈牙利运动员维克多·科瓦茨（Viktor Kovats）在试飞过程中不幸遇难，哥伦比亚选手乔纳森·弗德瑞兹（Jhonathan Florez）以23秒40的成绩夺魁。

## 專業技術

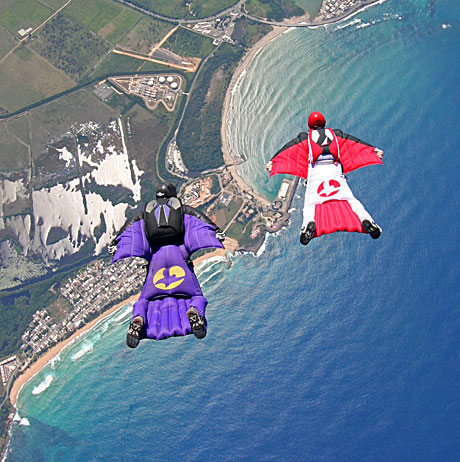
正進行飛鼠裝滑翔的兩位飛行員

飛鼠裝的飛行員進入自由落體之時身上必須穿著飛鼠裝與降落傘這兩項裝備。根據位置與飛機艙門尺寸的不同，當飛行員跳出飛機進入飛鼠裝滑翔必須要有熟練的技術。這些技術包括要適應關於跳出機艙時在當時飛機與氣流的狀態，並且此階段裡飛行員必須在適當的時機伸展他的大腿與手臂以免撞到飛機或是讓滑翔變的不穩定。飛鼠裝運動員是藉由飛機前進速度所產生的相對風（relative wind）而開始從飛機立即跳出進行滑翔。從定點跳傘的位置跳出，像是在一個懸崖峭壁，或是從一台直升機、一架滑翔傘，或是一座熱氣球跳出，和从移動中的飛機跳出相比較有一種由根本性的差異，如這初始空速（initial airspeed）在跳出時就不存在著。在這些情況下，利用萬有引力的力量來加速垂直降落需要產生的空速或者是对气速度，而這飛鼠裝然後將其轉換成升力。
在一經過周密規劃及安排在地表之上的高海拔處其中花式跳傘運動員（skydiver）或是定點跳傘運動員（BASE jumper）很典型的會配備降落傘，飛鼠裝的飞行员也會配備他們的降落傘。採用典型的跳傘或是定點跳傘技術將這降落傘操縱滑行著陸到預期的降落點。
飛鼠裝修飾人類在暴露於風速的身體範圍來增加所需要的升力數量值並重視由人體所產生的阻力的相應條件。有些飛鼠裝可達到的滑翔比（glide ratio）是2.5:1或者更多。這乃意味著每下降1米距離，將能夠前進2.5米距離。這個比值可稱為飛行效率。隨著體形的處理與藉由選擇飛鼠裝性質的設計，飛行員可以變更他們的前進速度與降落速率這兩項。藉著改變軀幹的形態與方式，飛行員就是憑仗操作這些飛行特點來飛行，雙肩去除拱起（de-arching）姿勢以及轉動雙肩還有移動臀部和膝蓋，並且經由改變攻角令其飛鼠裝於相對風之中滑翔，連帶著藉由張力的數量值施加在裝備中的織物結構之雙翼上。由於缺少了垂直穩定面導致小型的減幅圍繞在偏航轴（yaw axis）的周圍，所以不良的滑翔技術會造成如紡軸般的在空中快速旋轉，必須依靠跳傘運動員去積極地下工夫阻止。

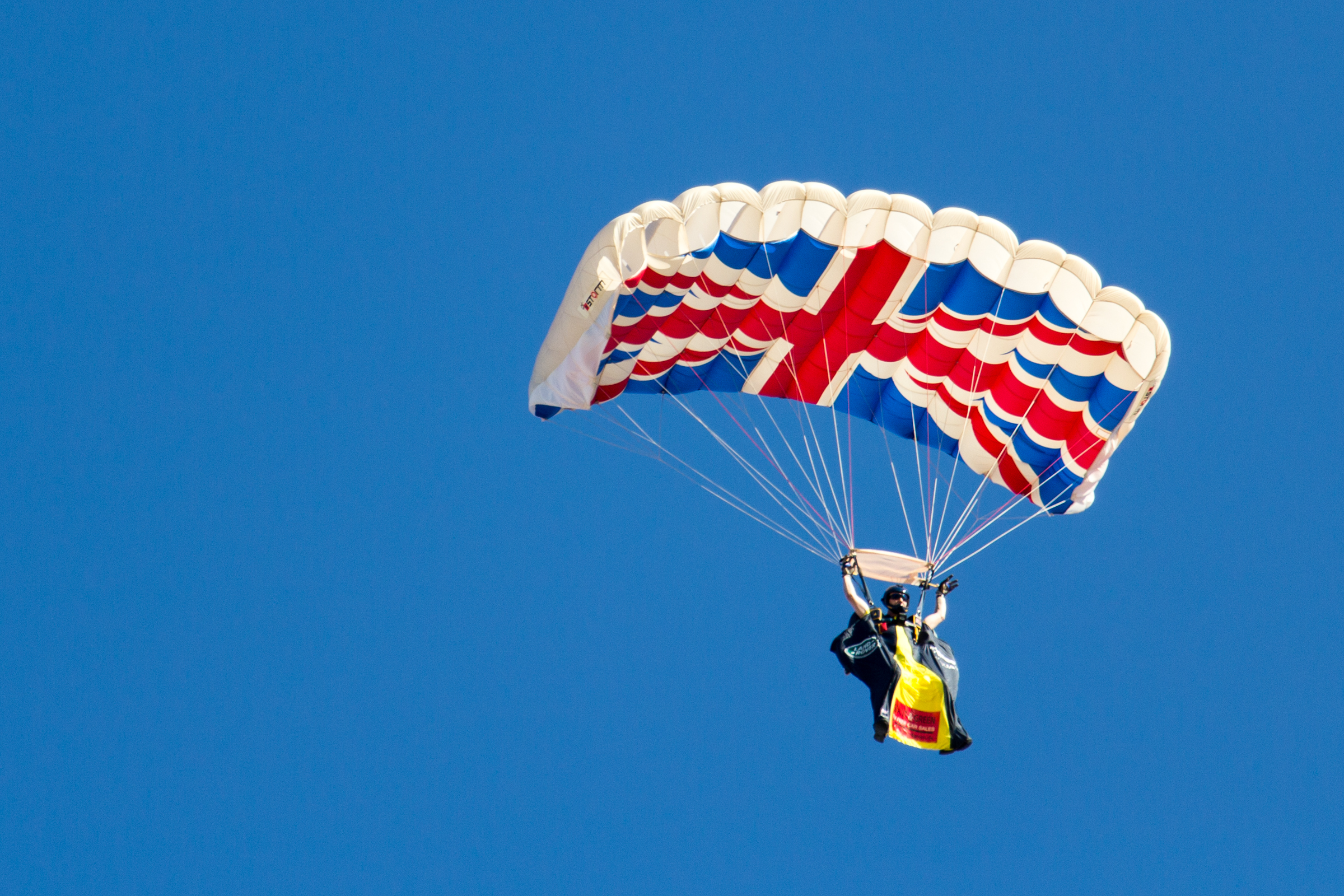
飛鼠裝運動員開傘着陸的姿態

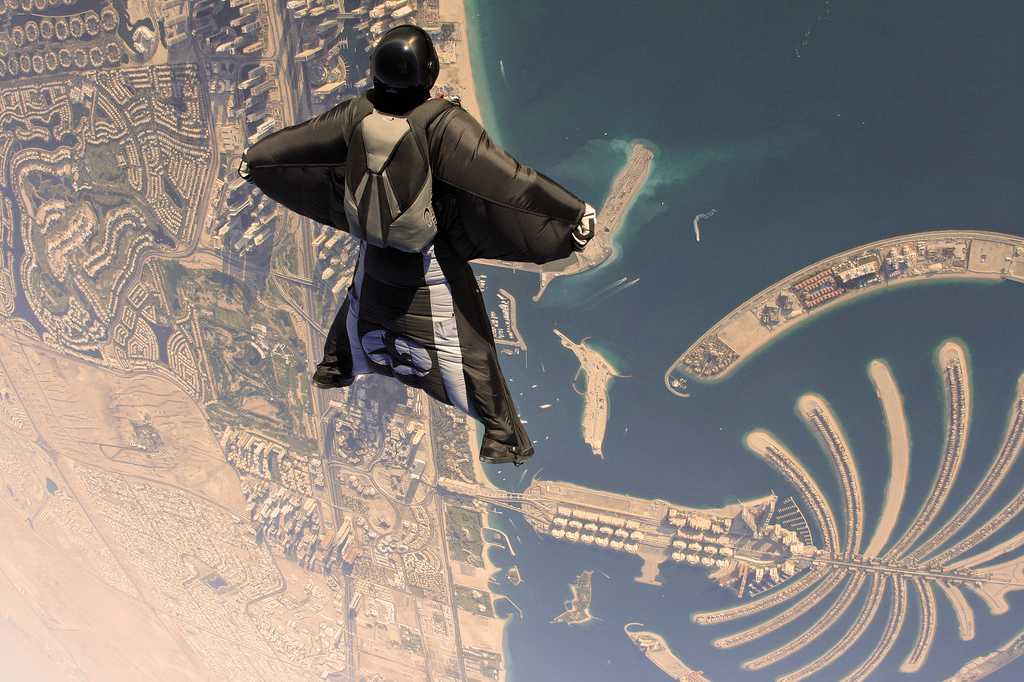
位於杜拜棕櫚群島上空的飛鼠裝運動員。

飛鼠裝飛行員能夠在關於他們的飛行終點上去衡量他們裝備性能，偕同使用自由落體的電腦去記錄他們滑行之時間量，於海拔甚高之處他們配置了他們的降落傘，並開始自由落體。對早先滑翔的下降率速度可以從這些數據進行計算和比較。GPS接收器也可以用於繪製和記錄裝備的飛行路徑，並在當下即時分析，可以指示滑翔期間的滑行距離量。定點跳傘運動員可以在跳出點採用地標，經由地勤人员（ground crews，亦或地面人員）錄製滑行影片來判定在同一地點與其他定點跳傘運動員在滑翔方面的執行成效。
一位典型跳傘運動員的終端速度由腹飞（belly fly，亦稱正飛）到地面之間的定向范围是從180～225 km/h（110至140英里）。一套飛鼠裝可以大大減少這些速度。一個垂直40 km/h（25英里）的瞬時速度（instantaneous velocity）已經記錄。然而在其身體向前推進通過空氣中的速度仍然要高得多。
三翼（tri-wing）飛鼠裝擁有在雙腋下和兩腿之間三個獨立的冲压空气（ram-air）翅膜。單翼（mono-wing）飛鼠裝設計採用全裝備連為一體的大型翅膜。

## 運動發展

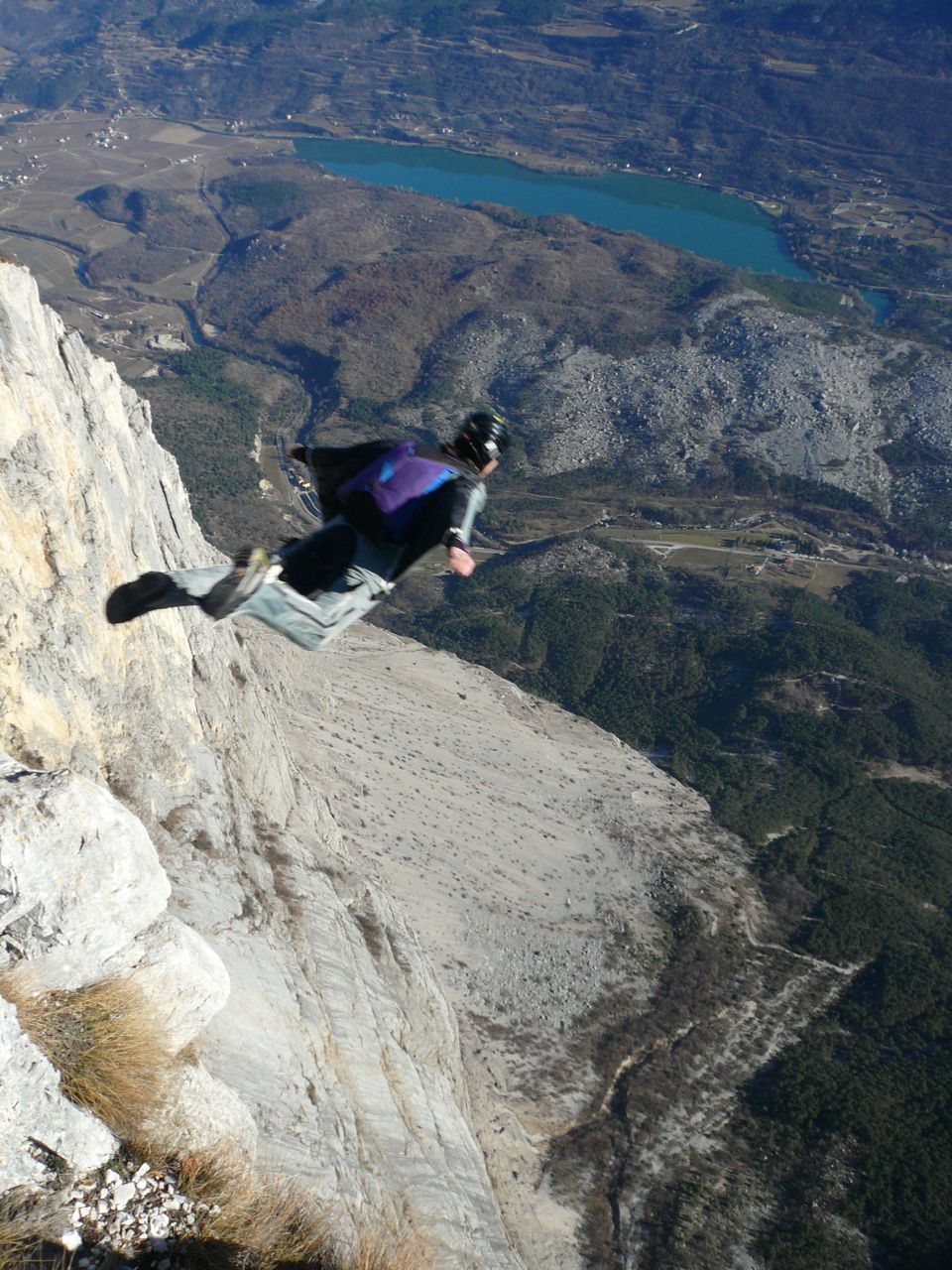
一位身著飛鼠裝運動員在做定點跳傘。

自2003年以來，許多定點跳傘運動員已開始採用飛鼠裝，讓飛鼠裝定點跳傘（WiSBASE）給誕生了出來。
一些實行WiSBASE的流行場地是在挪威謝拉格山以及精靈公路、在瑞士的盧達本納、在法國的霞慕尼，以及在義大利的姆西·畢林杜（Monte Brento），與比鄰德羅附近的降落場地。
有一種技術是接近滑翔，這是滑行時以臉部和山脈的山脊靠近。法國的罗伊克·让-阿尔伯特通常是被認為最初接近滑翔的飛行員之一；他的滑行創舉帶來了許多定點跳傘運動員加入這個運動項目裡。2012年11月，亚历山大·波利（Alexander Polli）成為第一個成功的衝到飛鼠裝滑翔終點目標的WiSBASE跳傘運動員。這目標物是採用泡棉製成並且高約3米（10英呎）左右。
2020年5月18日上午11时，在张家界天门山翼装飞行后失联的女大学生安安（化名）已被蓝天救援队多位救援人员找到，但“人已去世”。

## 培訓

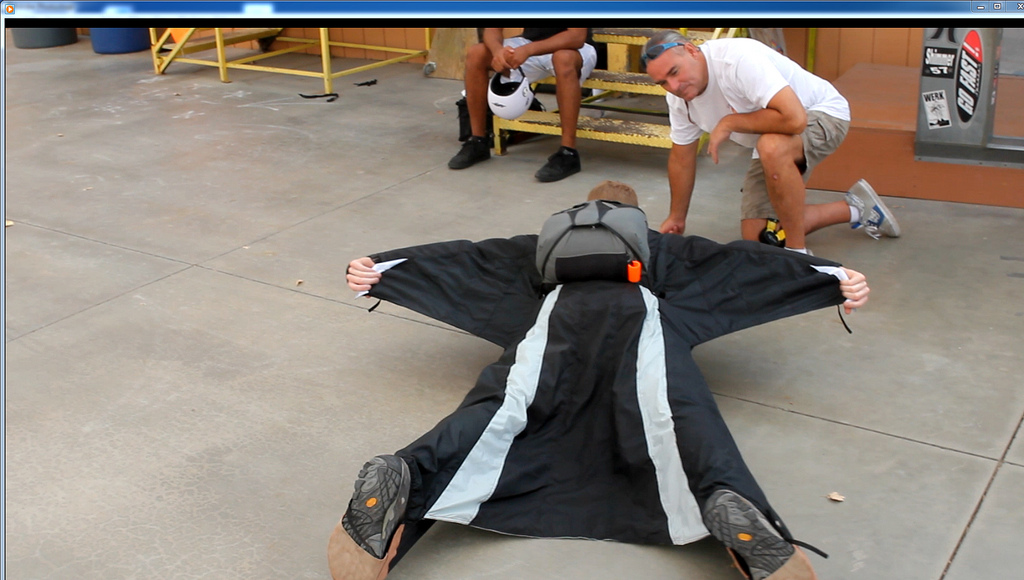
飛鼠裝滑翔運動員正接受教練的地板訓練

對於從空中進行跳傘（skydive）而言，使用飛鼠裝來滑翔這方面即增加了相當大的複雜性。依據《跳傘員信息手冊》（Skydivers' Information Manual），美國降落傘協會（United States Parachute Association, USPA）要求凡任何一位跳傘運動員在第一次進行飛鼠裝的滑翔若不是要擁有於18個月內最起碼需完成的200次自由落體跳傘以及接受經驗豐富的飛鼠裝跳傘運動員一對一教導外，不然在沒有教練員的情況下試圖進行飛鼠裝滑翔運動就要擁有500次跳傘經驗。在其他國家必然的要求也是相似的。飛鼠裝製造業者提供培訓課程和認證教練員，並且在購買飛鼠裝之前必須加上要完成最起碼的跳傘次數之條件需求，如此方能保障運動員的生命。

## 延伸閱讀
- Hickley, Matthew (7 June 2006). "Special forces to use strap-on 'Batwings'" （页面存档备份，存于）. London:Daily Mail （页面存档备份，存于）. Retrieved 6 May 2012.
- Dixon, Donna (16 April 2010). "Soldier sets wing-suit world record" （页面存档备份，存于）. Army.mil (Official U.S. Army website). Retrieved 6 May 2012.
- "Wingsuit flyer dives through hole in Chinese mountain" （页面存档备份，存于）. BBC News 26 September 2011. Retrieved 12 May 2012. (Brief article with video).

## 參閱
- 跳傘
- 滑翔翼
- 高空彈跳
- 極限運動
- 空氣動力學

## 外部連結
- Modern view on proximity flying （页面存档备份，存于） breathtaking video from Norway
- Jeb Corliss wing-suit demo flights video （页面存档备份，存于）
- Video demonstration off, around, and over cliffs in Norway
- Wing Suit Record Video on Airsports.tv （页面存档备份，存于） Lake Elsinore, CA USA
- Burt Lancaster wingsuit scene （页面存档备份，存于） from 1969 movie The Gypsy Moths（英语：The Gypsy Moths）
- The Price Of Wingsuiting and How To Start Wingsuiting[永久]
- The cost of wingsuit flying and how to learn （页面存档备份，存于）
- Professional wingsuit team （页面存档备份，存于）